# 水野祐 (弁護士)
水野 祐（みずの たすく、1981年 - ）は、日本の弁護士。
芝高等学校を経て、慶応義塾大学法学部卒業。2007年、神戸大学法科大学院修了。2009年、司法修習修了（新62期）。武藤総合法律事務所を経て、2013年シティライツ法律事務所を開設。同社パートナー、ファウンダーに就任。Arts and Law理事。クリエイティブ・コモンズ・ジャパン（特定非営利活動法人コモンスフィア）理事。

## 著書
- 『法のデザイン ―創造性とイノベーションは法によって加速する』（フィルムアート社、2017年） ISBN 978-4845916054
- 『ルール？本 創造的に生きるためのデザイン』（フィルムアート社、2024年、共著）
- 『これからの僕らの働き方』（早川書房、インタビュー、2017年）
- 『秩序なき時代の知性』（ポプラ新書、佐藤優との対談）
- 『オープンデザイン参加と共創から生まれる「つくりかたの未来」』（オライリー・ジャパン、共同翻訳・執筆）
- 『デジタルで変わる宣伝広告の基礎』（宣伝会議、共著）
- 『クリエイターのための渡世術』ワークスコーポレーション、共著）

## テレビ
- 『情熱大陸』（毎日放送、2016年5月）[4]
- 『特報首都圏』（NHK、2016年6月）
- 『新世代が解く！ニッポンのジレンマ』（NHK、2016年6月）
- 『AI美空ひばり あなたはどう思いますか』（NHK、2020年3月）[5]
- 『令和ネット論 #6 ChatGPT徹底改札＋活用術』（NHK、2023年5月）[6]